# Joan Pérez i Castiel
Joan Pérez i Castiel (Cascante , Terol 1635? - Cascante 1717) és un arquitecte barroc que treballà en moltes esglésies valencianes.
De molt jove emigrà a la ciutat de València i entrà a treballar al taller de Pere Artigues. Fou mestre major del capítol de la Seu entre 1672 i 1707 i veedor del mostassaf. Hi ha notícia que el 1667 realitzà el claustre del monestir de santa Maria del Puig, juntament amb el genovés Francesco Verde.
El seu estil és barroc amb molta ornamentació, com ara al presbiteri de la Seu de València (1674-1682), part del qual ha estat desmuntat el 2006 per deixar veure les pintures renaixentistes anteriors de Paolo de San Leocadio.
Va treballar a nombroses esglésies parroquials, com ara la de sant Valeri (1676) de València i la de santa Caterina d'Alzira (1681) amb potents columnes salomòniques, que són el model per a altres obres posteriors com la de sant Esteve (1679-1682), sant Andreu (1684-86), capella de Santa Bàrbara de sant Joan de l'Hospital (1684-1689) i sant Nicolau (1690-93) de la ciutat de València.
També treballà a l'Església de Nostra Senyora dels Àngels de Xelva (1676-1702), la de Torrent (1697), Toixa (1677-92) i Biar (1686-1694). Reformà els campanars de sant Agustí i sant Bartomeu a València i el palau del Duc de Toscana a Florència. A més, planejà l'edificació del Col·legi de Sant Pius V, actualment Museu de Belles Arts de València, el 1683, tot i que la realització fou a càrrec del seu fill Baptista Pérez Artigues i nebot Josep Mínguez.

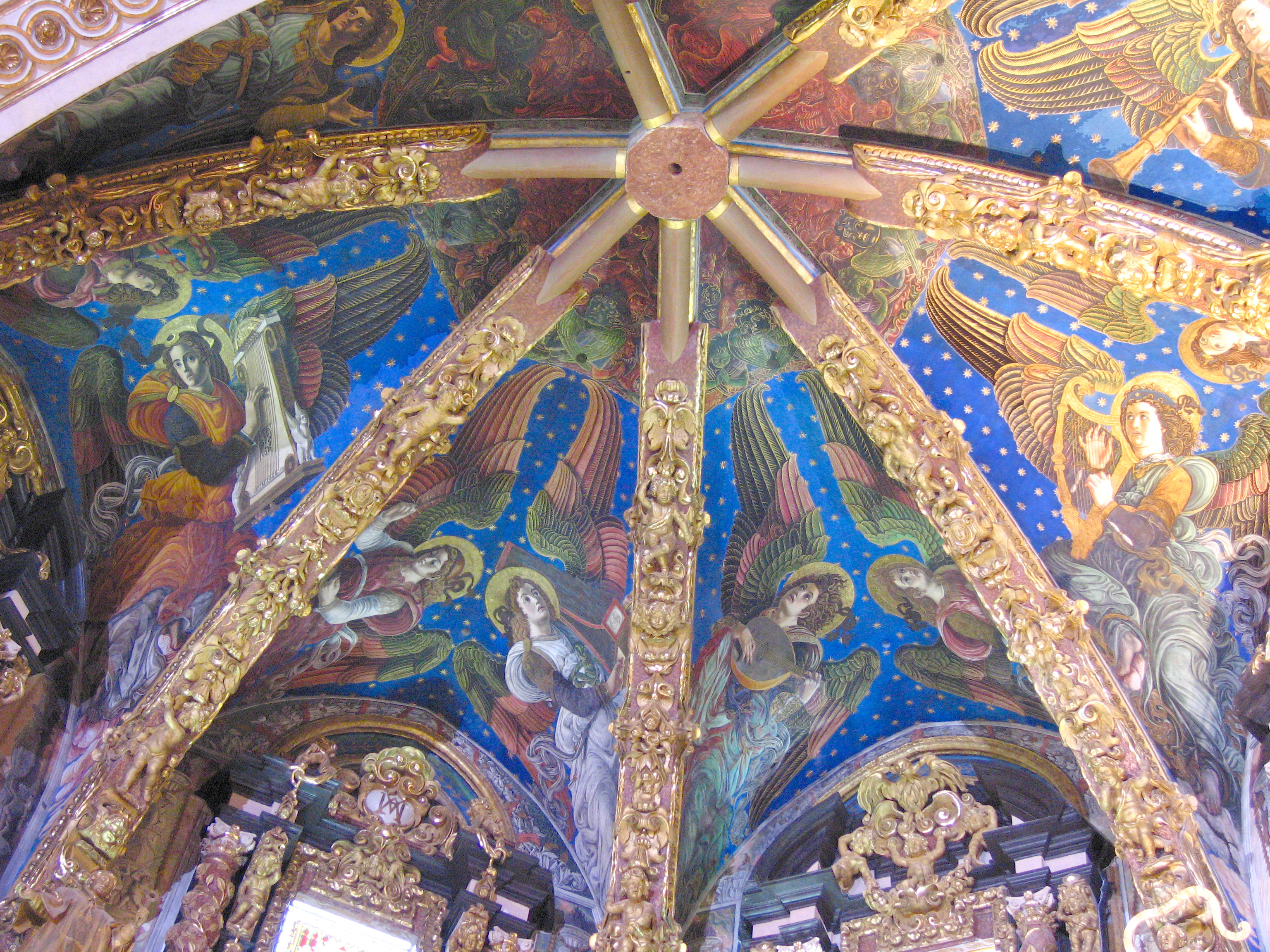
Aspecte actual de la Capella Major de la Seu de València, amb els àngels músics de Paolo de San Leocadio i Francesco Pagano
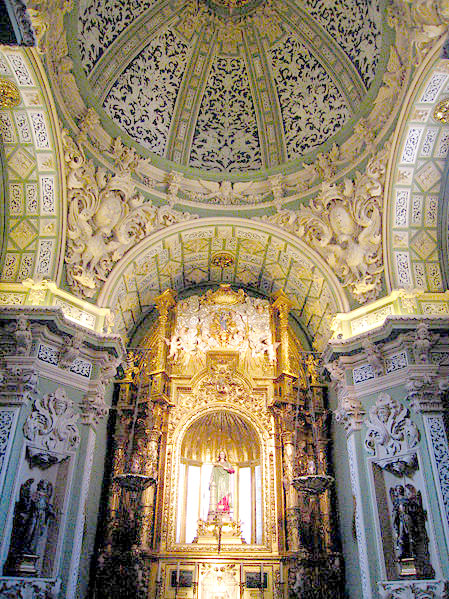
Capella de Santa Bàrbara a sant Joan de l'Hospital
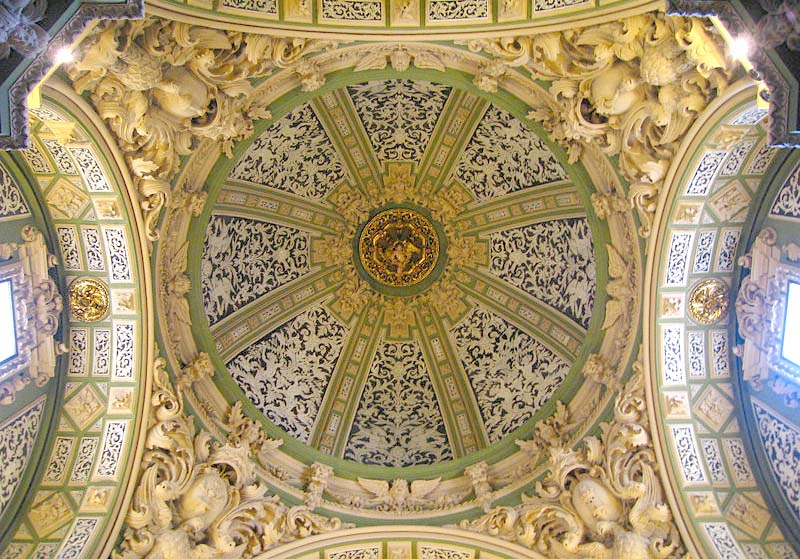
Cúpula de la Capella de Santa Bàrbara a sant Joan de l'Hospital